# Apinagia penicillata
Apinagia penicillata là một loài thực vật có hoa trong họ Podostemaceae. Loài này được (P.Royen) P.Royen mô tả khoa học đầu tiên năm 1951.